# Poecilopsetta normani
Poecilopsetta normani is een straalvinnige vissensoort uit de familie van schollen (Pleuronectidae). De wetenschappelijke naam van de soort is voor het eerst geldig gepubliceerd in 1992 door Foroshchuk & Fedorov.